# 佩德內拉縣

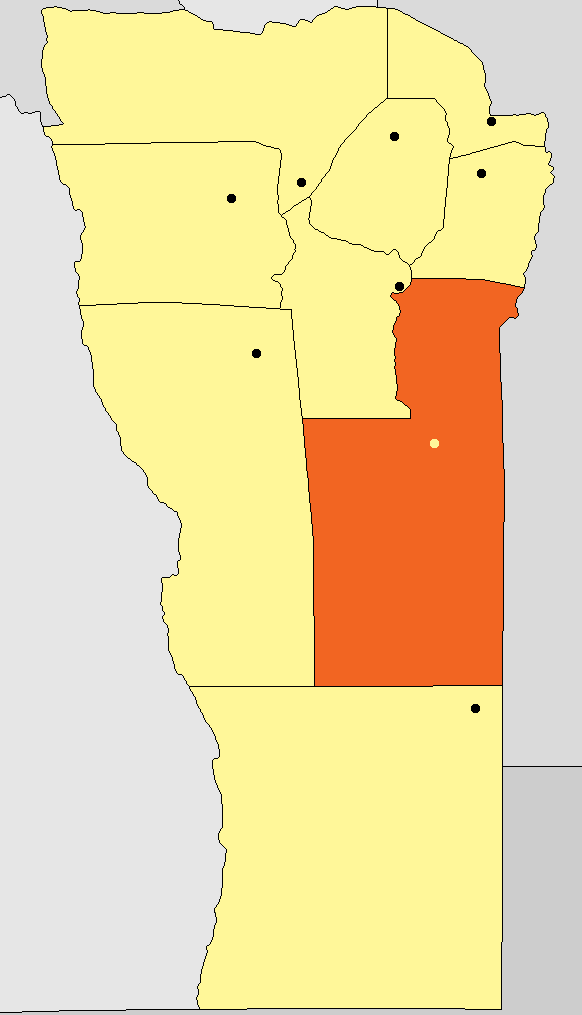

佩德內拉縣（西班牙語：Departamento General Pedernera），是阿根廷的縣份，位於該國中北部聖路易省，首府設於梅塞德斯鎮，面積15,057平方公里，2010年人口125,899，人口密度每平方公里8.4人。